# Xã Mineral Springs, Quận Howard, Arkansas
Xã Mineral Springs (tiếng Anh: Mineral Springs Township) là một xã thuộc quận Howard, tiểu bang Arkansas, Hoa Kỳ. Năm 2010, dân số của xã này là 1.266 người.